# Torrent de Can Tallafigueres
El torrent de Can Tallafigueres és un curs d'aigua del municipi de Rubí que neix als vessants meridionals del turó de Can Pujol. Desemboca al torrent de Can Balasc, dins del polígon industrial de Can Calopa.